# Guy Lacombe
Guy Lacombe (Villefranche-de-Rouergue, 12 de junho de 1955) é um ex-futebolista e atual treinador de futebol francês, campeão olímpico em Los Angeles 1984.

## Carreira
Lacombe fez parte da seleção francesa que conquistou a medalha de ouro nos Jogos Olímpicos de Verão de 1984 em Los Angeles, Califórnia. Jogou pelo Nantes, Lens, Tours, Toulouse, Rennes, Lille e Cannes.
Foi ex-gerente de futebol do Paris Saint-Germain, tal como ele foi substituído por Paul Le Guen em janeiro de 2007. Lacombe também atuou como gerente com Rennes e Sochaux. Ele foi responsável pela estréia de Benoit Pedretti e Jeremy Menez ao futebol francês. Em 3 de junho de 2009, o treinador deixou de Stade Rennais para assinar AS Monaco FC, ele assinou até junho de 2011 onde substitui o técnico Ricardo Gomes.